# Nuestra Belleza Latina 2013
Nuestra Belleza Latina 2013 fue la séptima temporada de Nuestra Belleza Latina y la séptima temporada que se emitirá en Univision. El estreno de la temporada fue el 10 de marzo de 2013 a 8pm/7c.

## Desarrollo
Las audiciones se muestra domingos, antes de la final 12 se deleitaba. Las audiciones se llevaron a cabo de enero a 7 de febrero de 2013 en seis de las principales ciudades de Estados Unidos (Miami, Florida; Chicago, Illinois; Nueva York, Fort Worth; Texas, Houston; Phoenix, Arizona; Los Ángeles, California) y en San Juan (Puerto Rico). 
Durante el proceso de audición, alrededor de 75 mujeres jóvenes se les dio epase a las semifinales en Miami. Dos concursantes fueron seleccionadas a partir de audiciones en línea, con la ayuda de los votos del público. 
El grupo de 75 mujeres fueron reducidas a 30 durante el primer capítulo en el cual Osmel Sousa hizo gala de su inteligencia para acabar con los sueños de algunas y escoger solo a las mejores de todas. 
En el siguiente episodio se formaron los grupos de cada juez, sin embargo no pasaron muchos minutos para que se anunciase la eliminación de dos chicas por grupo, en este capítulo Lupita Jones llevó a sus chicas a México donde visitaron entre otros lugares la sede de Televisa donde tuvieron que actuar con estrellas de telenovelas. 
Mientras tanto Julián Gil llevó a sus chicas a la isla del encanto Puerto Rico donde las puso a prueba con un régimen militar incluyendo una sesión de fotos. Osmel Sousa por su parte llevó a las chicas a Canadá donde les enseño algo más que buenos modales a la mesa combinando eso con una pasarela en traje de baño bajo un intenso frío. Al finalizar el capítulo solo quedan 24 chicas en competencia.
La ganadora del concurso será premiada con un contrato para ser una de las caras nueva personalidad en muchos programas de Univision y entregas de premios y la oportunidad de ganar más de $ 250.000 en efectivo y premios por parte de patrocinadores como Maybelline New York, Colgate Optic Whitey Subway, además de ser corresponsal de El Gordo y la Flaca y reinará como Nuestra Belleza Latina durante un año.
Al final de la gala se coronó, Marisela Demontecristo del  El Salvador.

### Resultados
| Resultados                  | Concursantes |
| --------------------------- | --- |
| Nuestra Belleza Latina 2013 | - El Salvador - Marisela Demontecristo |
| 2º lugar                    | - República Dominicana - Audris Rijo |
| 3º lugar                    | - Puerto Rico - Viviana Ortiz |
| 4º lugar                    | - Colombia - Bárbara Turbay |
| 5º lugar                    | - México - Marina Ruiz |
| 6º lugar                    | - Cuba - Odaray Pratz |
| 7º lugar                    | - México - Bárbara Falcón |
| 8º lugar                    | - México - Zuleyka Silver |
| 9º lugar                    | - Puerto Rico - Essined Aponte |
| 10º lugar                   | - México - Karina Hermosillo |
| 11º lugar                   | - México - Fernanda Loconsolo |
| 12º lugar                   | - México - Lilia Fifield |
| Top 18                      | - Colombia - Carolina Betancourth - Puerto Rico - Sharen Vargas - República Dominicana - Carlina Durán - República Dominicana - Johanna Burgos - Cuba - Alina Rodríguez - Cuba - Leticia Laurenti |
| Top 24                      | - Chile - Stephanie Torres - Ecuador - Karina Correa - México - Alejandra Robles - México - Lisa Ruesga - Nicaragua - Marline Barberena - Puerto Rico - Tershya Soto                              |
| Top 30                      | - Argentina - Natalia Fensel - Cuba - Sissi Marin - México/ Colombia - Carolina Urrea - Puerto Rico - Carole Rigual - Puerto Rico - Neyra Álvarez - República Dominicana - María Nelly Vicioso    |

## Episodios

### Episodio 1: Pases para las semifinales
| Fernanda Loconsolo     | 24 | México               |
| Yarishna Ayala         | 21 | Puerto Rico          |
| Leticia Laurenti       | 26 | Cuba                 |
| Carmen Silva           | 26 | México               |
| María Payano           | 23 | República Dominicana |
| Albanery Badía         | 27 | República Dominicana |
| Sol Salguero           | 21 | Guatemala            |
| Hanne López            | 21 | Honduras             |
| Audris Rijo            | 27 | República Dominicana |
| Ámbar García           | 20 | República Dominicana |
| Raquel Huerta          | 20 | México               |
| Johanna Burgos         | 24 | República Dominicana |
| Marina Ruiz            | 21 | México               |
| Karina Correa          | 24 | Ecuador              |
| Yosibel Valdez         | 24 | Venezuela            |
| Marlene Rivera         | 24 | Puerto Rico          |
| Brenda Arrigunaga      | 26 | México               |
| Kandy López            | 22 | México               |
| Josephine Ochoa        | 20 | Guatemala            |
| Ivette Ramos           | 24 | México               |
| Itzel Gonzáles         | 26 | México               |
| Berenice Gómez         | 26 | México               |
| Josselinn Silver       | 25 | Honduras             |
| Lissarette Vásquez     | 24 | República Dominicana |
| María Delgado          | 27 | México               |
| Jesenia Mancera        | 25 | Colombia             |
| Osiris MacDonald       | 21 | México               |
| Alexandra Botiz        | 25 | Rumania              |
| Raquel Huerta          | 20 | México               |
| Priscila Meza          | 26 | México               |
| Mariana Rodríguez      | 26 | Venezuela            |
| Carlina Durán          | 26 | República Dominicana |
| Viviana Ortiz          | 26 | Puerto Rico          |
| Bárbara Turbay         | 21 | Colombia             |
| Bárbara Falcón         | 23 | México               |
| Tershya Soto           | 20 | Puerto Rico          |
| Lilia Fifield          | 23 | México               |
| Lisa Ruesga            | 25 | México               |
| Lourdes Madera         | 26 | República Dominicana |
| Alejandra Robles       | 21 | México               |
| Marianela Calonje      | 22 | México               |
| Vanessa Cruz           | 25 | Costa Rica           |
| Jessica Carrillo       | 21 | Venezuela            |
| Anna Valencia          | 26 | México               |
| Marisela Demontecristo | 20 | El Salvador          |
| Paola Blumenkron       | 26 | México               |
| Essined Aponte         | 21 | Puerto Rico          |
| Sharen Vargas          | 23 | Puerto Rico          |
| Marline Barberena      | 25 | Nicaragua            |
| Karina Hermosillo      | 26 | México               |
| Odaray Prats           | 27 | Cuba                 |
| Neyra Álvarez          | 18 | Puerto Rico          |
| María Nelly Vicioso    | 23 | Puerto Rico          |
| Zuleyka Silver         | 21 | México               |
| Mayra Gonzáles         | 20 | México               |
| Rosandy Morel          | 27 | República Dominicana |
| Diane Ferrer           | 23 | Puerto Rico          |
| Vanessa Álvarez        | 21 | Venezuela            |
| Cassandra Rosario      | 23 | Puerto Rico          |
| Alejandra Le           | 18 | México               |
| Carolina Betancourth   | 26 | Colombia             |
| Alina Rodríguez        | 26 | Cuba                 |
| Tamara Mena            | 26 | México               |
| No televisadas         |    |                      |
| Carole Rigual          | 23 | Puerto Rico          |
| Carolina Urrea         | 18 | México               |
| Natalia Fensel         | 21 | Argentina            |
| Sissi Marin            | 22 | Cuba                 |
| Stephanie Torres       | 24 | Chile                |

     Participante seleccionadas
     No seleccionadas

### Episodio 2: Formación de Grupos
En este episodio cada juez tenía que escoger 10 chicas y ponerla aprueba
Chicas de Lupita
| Participante        | País                 | Audición    |
| ------------------- | -------------------- | ----------- |
| Carolina Urrea      | México               | Los Ángeles |
| Johanna Burgos      | República Dominicana | Nueva York  |
| Alina Rodríguez     | Cuba                 | Nueva York  |
| María Nelly Vicioso | República Dominicana | Puerto Rico |
| Zuleyka Silver      | México               | Los Ángeles |
| Viviana Ortiz       | Puerto Rico          | Puerto Rico |
| Essined Aponte      | Puerto Rico          | Puerto Rico |
| Alejandra Robles    | México               | Houston     |
| Stephanie Torres    | Chile                | Miami       |
| Bárbara Falcón      | México               | Houston     |

Chicas de Julián
| Participante       | País                 | Audición    |
| ------------------ | -------------------- | ----------- |
| Carole Rigual      | Puerto Rico          | Puerto Rico |
| Natalia Fenzel     | Argentina            | Miami       |
| Sharen Vargas      | Puerto Rico          | Puerto Rico |
| Leticia Laurenti   | Cuba                 | Phoenix     |
| Lisa Ruesga        | México               | San José    |
| Karina Correa      | Ecuador              | Nueva York  |
| Audris Rijo        | República Dominicana | Miami       |
| Fernanda Loconsolo | México               | San José    |
| Odaray Prats       | Cuba                 | Miami       |
| Karina Hermosillo  | México               | Phoenix     |

Chicas de Osmel
| Participante           | País                 | Audición    |
| ---------------------- | -------------------- | ----------- |
| Marina Ruíz            | México               | Phoenix     |
| Sissi Marín            | Cuba                 | Miami       |
| Carolina Betancourth   | Colombia             | Miami       |
| Marisela Demontecristo | El Salvador          | Los Ángeles |
| Bárbara Turbay         | Colombia             | Miami       |
| Neyra Álvarez          | Puerto Rico          | Puerto Rico |
| Carlina Durán          | República Dominicana | Miami       |
| Lilia Fifield          | México               | Los Ángeles |
| Tershya Soto           | Puerto Rico          | Puerto Rico |
| Marline Barberena      | Nicaragua            | Los Ángeles |

Cada juez les asignaron un color para identificar a sus chicas y son los siguientes
     Osmel
     Lupita
     Julián
     Chicas Eliminadas

### Episodio 3: Reto y Eliminación
2 chicas de cada grupo tenían que hacer 1 prueba y al final, cada juez tenía que eliminar y proteger a 2 chicas de su grupo.
| Julián                                                                      | Lupita                                                              | Osmel                                                               |
| Reto de Sombras: Las chicas tenían que hacer una escena con sombras         | Reto de Sombras: Las chicas tenían que hacer una escena con sombras | Reto de Sombras: Las chicas tenían que hacer una escena con sombras |
| --------------------------------------------------------------------------- | ------------------------------------------------------------------- | ------------------------------------------------------------------- |
| Leticia Laurenti                                                            | Bárbara Falcón                                                      | Marline Barberena                                                   |
| Audris Rijo                                                                 | Stephanie Torres                                                    | Lilia Fifield                                                       |
| Conducción: Las chicas tenían que conducir el programa durante 2 minutos    |                                                                     |                                                                     |
| Fernanda Loconsolo                                                          | Essined Aponte                                                      | Marisela Demontecristo                                              |
| Lisa Ruesga                                                                 | Johanna Burgos                                                      | Carolina Betancourth                                                |
| Baile: Las chicas tenían que bailar la canción de Limbo de Daddy Yankee     |                                                                     |                                                                     |
| Karina Correa                                                               | Alejandra Robles                                                    | Tershya Soto                                                        |
| Odaray Prats                                                                | Zuleyka Silver                                                      | Carlina Durán                                                       |
| Actuación: Las chicas tenían que hacer una escena de actuación junto a Maxi |                                                                     |                                                                     |
| Sharen Vargas                                                               | Viviana Ortiz                                                       | Marina Ruíz                                                         |
| Karina Hermosillo                                                           | Alina Rodríguez                                                     | Bárbara Turbay                                                      |
| Eliminadas y Protegidas                                                     |                                                                     |                                                                     |
| Fernanda Loconsolo                                                          | Johanna Burgos                                                      | Lilia Fifield                                                       |
| Odaray Prats                                                                | Bárbara Falcón                                                      | Marisela Demontecristo                                              |
| Lisa Ruesga                                                                 | Stephanie Torres                                                    | Marline Barberena                                                   |
| Karina Correa                                                               | Alejandra Robles                                                    | Tershya Soto                                                        |

### Episodio 4: Selección de las 12 finalistas
Las 12 chicas que competirán por los $250 000 y el contrato con Univision por 1 año son:
| #  | Concursante            | País                 | Audición    |
| -- | ---------------------- | -------------------- | ----------- |
| 1  | Bárbara Falcón         | México               | Houston     |
| 2  | Marisela Demontecristo | El Salvador          | Los Ángeles |
| 3  | Odaray Prats           | Cuba                 | Miami       |
| 4  | Lilia Fifield          | México               | Los Ángeles |
| 5  | Essined Aponte         | Puerto Rico          | Puerto Rico |
| 6  | Fernanda Loconsolo     | México               | San José    |
| 7  | Zuleyka Silver         | México               | Los Ángeles |
| 8  | Karina Hermosillo      | México               | Phoenix     |
| 9  | Marina Ruíz            | México               | Phoenix     |
| 10 | Viviana Ortiz          | Puerto Rico          | Puerto Rico |
| 11 | Bárbara Turbay         | Colombia             | Miami       |
| 12 | Audris Rijo            | República Dominicana | Miami       |

     Osmel
     Lupita
     Julián

## Progreso de la competencia
| Top 12 | Ganadora | Primera Finalista |

| Salvadas | Ganadora (s) del reto semanal | Bottom 4 | Bottom 3 | Bottom 2 | Eliminada | Ganó el reto semanal / Eliminada |

| Etapa:  | Etapa:                 | Finalistas | Finalistas | Finalistas | Finalistas | Finalistas | Finalistas | Gala Final  |            |            |            |  |  |  |  |  |  |  |  |  |  |  |  |  |  |  |  |
| Semana: | Semana:                | 7/04       | 14/04      | 21/04      | 28/04      | 5/05       | 12/05      | 19/05       | 19/05      |            |            |  |  |  |  |  |  |  |  |  |  |  |  |  |  |  |  |
| Lugar   | Concursante            | Resultados | Resultados | Resultados | Resultados | Resultados | Resultados | Resultados  | Resultados | Resultados | Resultados |  |  |  |  |  |  |  |  |  |  |  |  |  |  |  |  |
| 1       | Marisela Demontecristo | Ganó       | Bottom 2   | Salvada    | Ganó       | Salvada    | Salvada    | Ganadora    |            |            |            |  |  |  |  |  |  |  |  |  |  |  |  |  |  |  |  |
| 2       | Audris Rijo            | Salvada    | Ganó       | Bottom 2   | Salvada    | Bottom 3   | Salvada    | 2.º. Lugar  |            |            |            |  |  |  |  |  |  |  |  |  |  |  |  |  |  |  |  |
| 3       | Viviana Ortiz          | Salvada    | Salvada    | Salvada    | Salvada    | Salvada    | Salvada    | 3.er. Lugar |            |            |            |  |  |  |  |  |  |  |  |  |  |  |  |  |  |  |  |
| 4       | Bárbara Turbay         | Ganó       | Ganó       | Bottom 4   | Bottom 3   | Salvada    | Salvada    | 4.º. Lugar  |            |            |            |  |  |  |  |  |  |  |  |  |  |  |  |  |  |  |  |
| 5       | Marina Ruíz            | Ganó       | Bottom 3   | Salvada    | Salvada    | Bottom 2   | Ganó       | 5.º. Lugar  |            |            |            |  |  |  |  |  |  |  |  |  |  |  |  |  |  |  |  |
| 6       | Odaray Prats           | Bottom 3   | Salvada    | Salvada    | Salvada    | Salvada    | 6th place  |             |            |            |            |  |  |  |  |  |  |  |  |  |  |  |  |  |  |  |  |
| 7       | Bárbara Falcón         | Salvada    | Salvada    | Salvada    | Bottom 2   | Ganó       | 7th place  |             |            |            |            |  |  |  |  |  |  |  |  |  |  |  |  |  |  |  |  |
| 8       | Zuleyka Silver         | Bottom 2   | Salvada    | Salvada    | Salvada    | 8th Place  |            |             |            |            |            |  |  |  |  |  |  |  |  |  |  |  |  |  |  |  |  |
| 9       | Essined Aponte         | Salvada    | Salvada    | Salvada    | 9th Place  |            |            |             |            |            |            |  |  |  |  |  |  |  |  |  |  |  |  |  |  |  |  |
| 10      | Karina Hermosillo      | Salvada    | Salvada    | 10th Place |            |            |            |             |            |            |            |  |  |  |  |  |  |  |  |  |  |  |  |  |  |  |  |
| 11      | Fernanda Loconsolo     | Salvada    | 11th Place |            |            |            |            |             |            |            |            |  |  |  |  |  |  |  |  |  |  |  |  |  |  |  |  |
| 12      | Lilia Fifield          | 12th Place |            |            |            |            |            |             |            |            |            |  |  |  |  |  |  |  |  |  |  |  |  |  |  |  |  |